# 謝爾蓋·塔魯塔
谢尔盖·阿列克谢耶维奇·塔魯塔（羅馬化：Serhii Oleksiiovych Taruta；1955年7月22日—），乌克兰政治家及商人，现任乌克兰最高拉达议员，顿巴斯工业联盟创始人、前頓涅茨克冶金工人足球俱樂部主席和前顿涅茨克州州长。